# Kirche Oerlikon (Zürich)

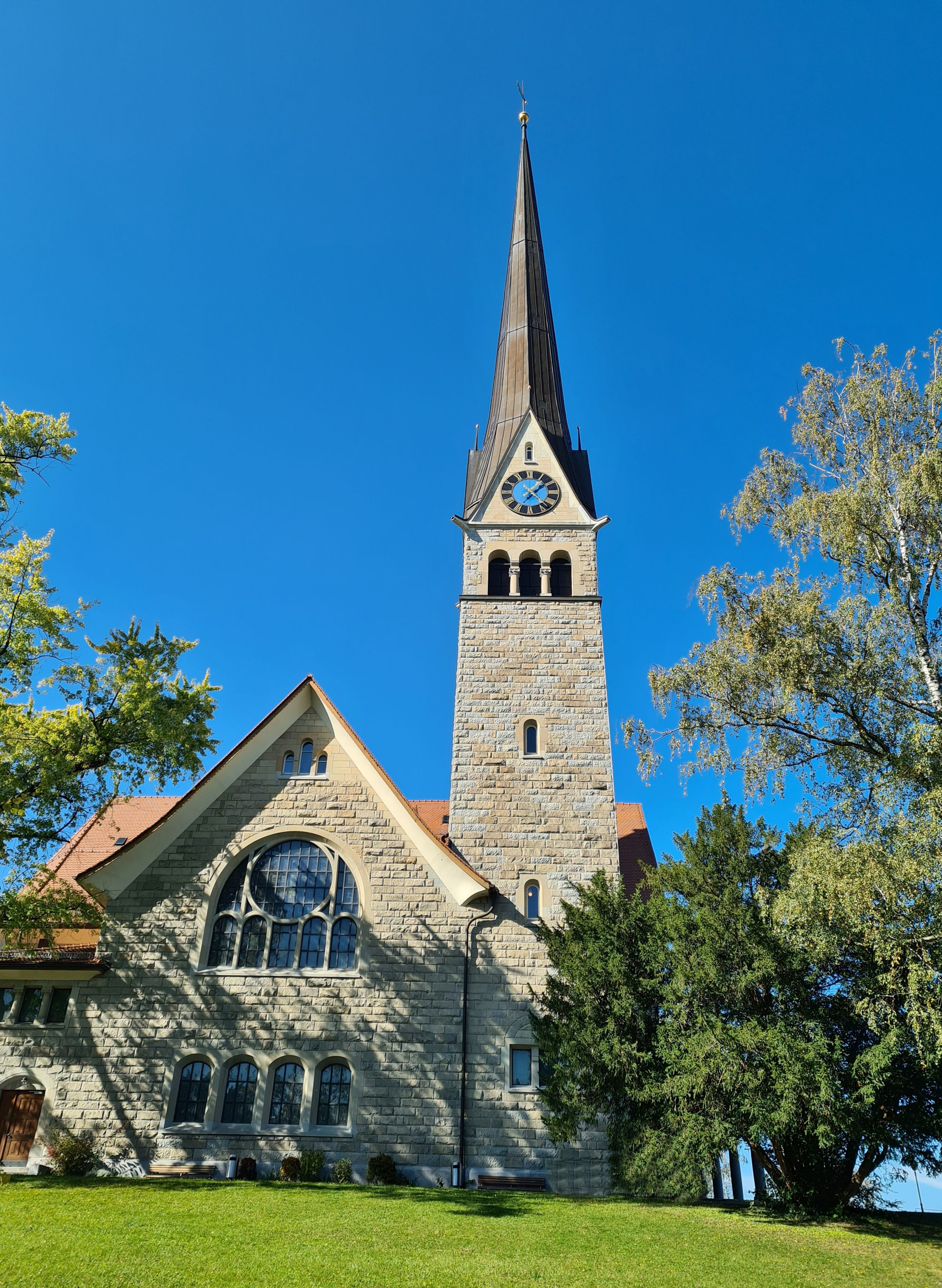
Kirche Oerlikon

Die Kirche Oerlikon ist eine evangelisch-reformierte Kirche in der Stadt Zürich. Sie steht im Quartier Oerlikon an der Kreuzung Oerlikoner- und Regensbergstrasse.

## Geschichte
Oerlikon gehörte bis 1872 zur Gemeinde Schwamendingen und erlebte durch den Bau der 1855 eröffneten Nordostbahn und der darauf entstandenen Industrie ein schnelles Wachstum. 1905 führte die reformierte Kirchgemeinde Oerlikon einen begrenzten Wettbewerb für den Bau einer repräsentativen Kirche durch. Die Jury vergab keinen ersten Preis; den zweiten Preis konnten sich die Architekten Robert Angst und Adolf Asper teilen. 1906–1908 wurde die Kirche Oerlikon nach Plänen von Adolf Asper (1860–1921) und Gustav Gull errichtet. In den Jahren 1941 und 1973–1974 fanden Innen- und 1977–1978 eine Aussenrenovation statt. Bei der letzten Renovation von 2008 wurden die ursprünglichen Fenster links und rechts der Orgel wieder geöffnet.

## Baubeschreibung

### Aussengestaltung
Die Kirche Oerlikon wird von einer Parklandschaft umgeben und ist aufgrund ihres Bauplatzes auf einer kleinen Hügelkuppe weitherum sichtbar. Von der Regensbergstrasse führt ein geschwungener Weg zu einem Vorplatz vor der Kirche. Die Kirche besitzt einen kreuzförmigen Grundriss und steht mit ihrem zentralisierten Kirchenraum in der Tradition reformierter Predigtkirchen. Anders als die zeitgleich erbauten Bühl- und Kreuzkirche ist sie jedoch nicht im Stil des Historismus gestaltet, sondern kommt mit ihren geschweiften, ausladenden Dachgiebeln und romanisierenden Rundbogenfenstern, ihrem rustikalen Mauerwerk und dem ländlichen Turmhelm dem Heimatstil nahe. Die rustikale Bauweise des Mauerwerks aus Bollinger Sandstein unterstreicht ihren schlichten Charakter. Laut Architekt Adolf Asper sollte die Kirche Oerlikon eine "echt schweizerische Kirche werden, in schlichten einfachen Formen ohne Prunkwerk, dafür solid und massiv ausgeführt." Eine offene Säulenhalle bildet den Haupteingang im Nordosten, im Südwesten wird die Kirche durch einen dreiseitigen Chor abgeschlossen.
Charakteristisch für das Erscheinungsbild der Kirche ist ihr schlanker, campanileartiger Turm mit seinem hohen Spitzhelm an ihrer östlichen Ecke. Der Glockenstuhl birgt ein vierstimmiges Geläut, das 1907 vom Glockengiesser Jules Robert in Porrentruy gegossen wurde. Es erklingt im Salve-Regina-Motiv (Dur-Dreiklang mit Sexte).
| Glocke | Gewicht | Durchmesser | Schlagton | Name          |
| ------ | ------- | ----------- | --------- | ------------- |
| 1      | 3050 kg | 1625 mm     | H°        | Bourdon       |
| 2      | 1555 kg | 1300 mm     | dis′      | Mittagsglocke |
| 3      | 0895 kg | 1080 mm     | fis′      | Betzeitglocke |
| 4      | 0626 kg | 0960 mm     | gis′      | Totenglocke   |

### Innenraum
Das Innere der Kirche ist ein weiter Raum, der über der Vierung ein Kuppelgewölbe besitzt und mit Emporen in allen vier Kreuzarmen ausgestattet ist. Gegenüber dem Haupteingang befindet sich die Kanzelwand mit erhöhter Kanzel, davor der Abendmahlstisch, dahinter die Chorbühne mit der Orgel. Drei Glasfenster in den Giebeln zeigen Allegorien der Kirchenmusik und des Kirchengesanges sowie einen dorngekrönten Christuskopf. Diese Fenster wurden von Georg Röttinger gestaltet. Die Evangelistenbilder an den Bogenanfängen der Vierung wurden in barockisierendem Stil von M. Schmid, München gefertigt. Die Kanzelwand ist aus hellem Savonnières-Stein gearbeitet und besitzt Jugendstil-Elemente. Die Kanzelwand stammt von Paul Abry, Zollikon. Zwei Gemälde mit Darstellungen der Bergpredigt beidseits der Kanzel wurden von M. Schmid, München gefertigt und runden die historische Ausgestaltung der Kirche ab.

## Orgel
Bereits 1908 wurde eine erste Orgel für die Kirche erbaut. Es handelte sich um eine pneumatische Membranladenorgel, welche durch Carl Theodor Kuhn, Männedorf errichtet wurde. Das Instrument besaß 33 Register auf drei Manualen und Pedal. 1935 wurde diese erste Orgel an die katholische Pfarrei Herz Jesu verkauft, welche sie in ihrer Kirche in Oerlikon aufstellte und bis 1969 verwendete. Die reformierte Kirche Oerlikon erhielt im Jahr 1936 ihre zweite Orgel, welche durch die Firmen Metzler Orgelbau AG, Dietikon und Orgelbau Maag, Zürich, erstellt wurde, wobei nicht bekannt ist, ob das Instrument gemeinsam  entstand oder ob die beiden Orgelbaufirmen nacheinander an der Orgel  arbeiteten. 1967 wurde diese zweite Orgel durch die heutige ersetzt. Es handelt sich um ein Instrument der Firma Orgelbau Genf AG. Es ist ein Instrument mit elektrischen Trakturen. 1981 wurde eine elektrische Setzeranlage durch Orgelbau Genf eingebaut. 1986 erfolgte eine Revision durch die gleiche Firma. 1990 wurde abermals eine neue Setzeranlage durch Orgelbau Genf eingebaut.
| I Hauptwerk C–g3 |       |
| Quintatön        | 16′   |
| Prinzipal        | 8′    |
| Hölzern Flöte    | 8′    |
| Oktave           | 4′    |
| Nachthorn        | 4′    |
| Gemsquinte       | 2 ⁄3′ |
| Doublette        | 2′    |
| Mixtur IV        | 1 ⁄3′ |
| Cymbel V         | 2⁄3′  |
| Cornet V         | 8′    |
| Trompete         | 16′   |
| Zinke            | 8′    |

| II Brustwerk (schwellbar) C–g3 |                |
| Holzgedackt                    | 8′             |
| Praestant                      | 4′             |
| Flötgedackt                    | 4′             |
| Sesquialtera                   | 2 ⁄3′ + 1 3⁄5′ |
| Gemshorn                       | 2′             |
| Quintan                        | 1 ⁄3′ + 8⁄9′   |
| Sifflöte                       | 1′             |
| Scharf III                     | 2⁄3′           |
| Vox humana                     | 8′             |
| Trichterregal                  | 4′             |
| Tremulant                      |                |

| III Schwellwerk C–g3 |       |
| Stillgedackt         | 16′   |
| Ital. Principal      | 8′    |
| Rohrflöte            | 8′    |
| Salicional           | 8′    |
| Schwebung            | 8′    |
| Oktave               | 4′    |
| Koppelflöte          | 4′    |
| Nazard               | 2 ⁄3′ |
| Superoctave          | 2′    |
| Feldflöte            | 2′    |
| Plein jeu IV–VI      | 2′    |
| Englischhorn         | 16′   |
| Trompete             | 8′    |
| Oboe                 | 8′    |
| Clairon              | 4′    |
| Tremulant            |       |

| IV Positiv C–g3  |        |
| Gedackt          | 8′     |
| Quintadena       | 8′     |
| Rohrflöte        | 4′     |
| Prinzipal        | 2′     |
| Blockflöte       | 2′     |
| Terz             | 1 3⁄5′ |
| Larigot          | 1 ⁄3′  |
| Septime          | 1 ⁄7′  |
| Glockencimbel II | 1⁄3′   |
| Krummhorn        | 8′     |
| Tremulant        |        |

| Pedal C–f1    |            |
| Untersatz     | 32′        |
| Prinzipal     | 16′        |
| Subbass       | 16′        |
| Zartgedackt   | 16′        |
| Oktavbass     | 8′         |
| Spitzflöte    | 8′         |
| Choralbass    | 4' + 1 ⁄3′ |
| Kleingedackt  | 4′         |
| Pommer        | 2′         |
| Hintersatz IV | 2 ⁄3′      |
| Posaune       | 16′        |
| Trompete      | 8′         |
| Clairon       | 4′         |

- Koppeln:
  - Normalkoppeln: IV/III, IV/II, IV/I, III/II, III/I, II/I, IV/P, III/P, II/P, I/P
  - Superoktavkoppel: II/P
- Spielhilfen:  programmierbares Crescendo mit 4 Besetzungen, elektronische Setzeranlage mit 128 Kombinationen, Absteller Zungen, Mixturen, div. Einzelabsteller